# Перти (река, впадает в Алинен-Айттоярви)
Перти — река в России, протекает на юге Муезерском районе Карелии. Берёт своё начало из одноимённого озера. Длина реки Перти составляет 13 км. Хотя река протекает вдали от населённых пунктов, через неё переброшены несколько деревянных мостов. Река впадает в озеро Алинен-Айттоярви (Нижнее Айттоярви), расположенное на российско-финской границе, через которое протекает Койтайоки.
Высота истока — 186,9 м над уровнем моря.
Вскоре после истока принимает правый приток — Встречный, ниже принимает притоки из озёр Кайдалампи и Айтаярви.

## Данные водного реестра
По данным государственного водного реестра России относится к Балтийскому бассейновому округу, водохозяйственный участок реки — Реки Карелии бассейна Балтийского моря на границе РФ с Финляндией, включая оз. Лексозеро. Относится к речному бассейну реки Реки Карелии бассейна Балтийского моря.
Код объекта в государственном водном реестре — 01050000112102000010426.